# Tétrachlorure de dibore
Le tétrachlorure de dibore est un composé chimique de formule B2Cl4. Il s'agit d'un liquide incolore soluble dans l'eau en donnant de l'acide borique B(OH)3 et de l'acide chlorhydrique HCl.
B2Cl4 + 6 H2O → 2 B(OH)3 + H2 + 4 HCl(aq).
Comme les autres tétrahalogénures de bore, il se décompose à température ambiante à une vitesse qui s'accélère sous l'effet catalytique des produits de la décomposition :
B2Cl4 → 1⁄n (BCl)n + BCl3.
Le tétrachlorure de dibore s'enflamme spontanément au contact de l'air :
6 B2Cl4 + 3 O2 → B2O3 + 8 BCl3.
Il fixe facilement l'hydrogène H2 à température ambiante :
3 B2Cl4 + 6 H2 → 2 B2H6 + 4 BCl3.
Il peut être obtenu en faisant réagir du trichlorure de bore BCl3 avec du mercure ou du cuivre en présence de décharges électriques :
2 BCl3 + 2 Hg → B2Cl4 + Hg2Cl2.
2 BCl3 + 2 Cu → B2Cl4 + CuCl.
Cette réaction peut être divisée en trois étapes :
2 BCl3 → 2 BCl2 + 2 Cl ;
2 Cl + 2Hg(électrode) → Hg2Cl2 ;
2 BCl2 → B2Cl4.
Il peut être utilisé comme précurseur dans la synthèse de composés organiques du bore, par exemple en réagissant avec l'éthylène C2H4 :
CH2=CH2 + B2Cl4 → Cl2B–CH2–CH2–BCl2.